# 引凤街道
引凤街道，是中华人民共和国安徽省蚌埠市怀远县下辖的一个乡镇级行政单位。
2022年5月18日，安徽省民政厅批复同意由榴城镇析置引凤街道，2023年10月正式挂牌成立。

## 行政区划
引凤街道下辖以下地区：
新城社区、新河社区、新怀社区、望淮社区、榴城社区、马头社区、引凤社区、双墩社区、何巷社区、屾河社区、泰山社区、朱岗村。